# Лемеші (Велізький район)
Лемеші (рос. Лемеши) — присілок Велізького району Смоленської області Росії. Входить до складу Погорєльського сільського поселення.
Населення — 32 особи (2007 рік).